# Wałentyn Naływajczenko
Wałentyn Ołeksandrowycz Naływajczenko, ukr. Валентин Олександрович Наливайченко (ur. 8 czerwca 1966 w Zaporożu) – ukraiński dyplomata, urzędnik państwowy i polityk, w latach 2006–2010 oraz ponownie od 2014 do 2015 szef Służby Bezpieczeństwa Ukrainy, poseł do Rady Najwyższej VII i IX kadencji.

## Życiorys
Ukończył z wyróżnieniem studia na Uniwersytecie Kijowskim im. Tarasa Szewczenki w Kijowie. Po uzyskaniu przez Ukrainę niepodległości podjął pracę w służbie dyplomatycznej. Od 1994 do 1997 pełnił obowiązki II, a później I sekretarza Ambasady Ukrainy w Finlandii, Danii i Norwegii. W latach 1997–2001 był I sekretarzem, radcą, szefem wydziału oraz wiceszefem departamentu ds. konsularnych MSZ Ukrainy. Od 2001 do 2003 sprawował funkcję konsula generalnego Ukrainy w Waszyngtonie. Po powrocie do kraju objął stanowisko szefa departamentu konsularnego MSZ (do 2004), po czym pełnił obowiązki wiceministra spraw zagranicznych oraz członka Komisji ds. Obywatelstwa przy Prezydencie Ukrainy (do 2006). Od lutego do maja 2006 był ambasadorem Ukrainy w Mińsku.
29 maja 2006 otrzymał nominację na I wiceszefa Służby Bezpieczeństwa Ukrainy, kierował Centrum Antyterrorystycznym przy SBU. Od 6 grudnia 2006 do 6 marca 2009 pełnił obowiązki szefa SBU. 6 marca 2009 decyzją prezydenta Wiktora Juszczenki formalnie stanął na czele tej instytucji. Kierował nią do 11 marca 2010. Od kwietnia 2007 był również członkiem Rady Bezpieczeństwa Narodowego i Obrony Ukrainy.
W wyborach w 2012 wystartował z trzeciego miejsca na liście wyborczej partii UDAR Witalija Kłyczki, uzyskując mandat deputowanego VII kadencji. W wyniku wydarzeń Euromajdan skutkujących odsunięciem od władzy ekipy prezydenta Wiktora Janukowycza Wałentyn Naływajczenko 24 lutego 2014 został ponownie mianowany na szefa Służby Bezpieczeństwa Ukrainy. Odwołany został 18 czerwca 2015.
W 2019 był kandydatem w wyborach prezydenckich, otrzymał około 0,2% głosów. W tym samym roku uzyskał mandat posła IX kadencji z listy Batkiwszczyny.
Odznaczony Orderem Jarosława Mądrego V i IV stopnia. Wałentyn Naływajczenko jest żonaty, ma córkę. Deklaruje znajomość języków angielskiego i fińskiego.